# Bukero
Bukero je vrsta keramike, ki so jo izdelovali Etruščani v osrednji Italiji.
Kot "narodna" lončenina stare Etrurije, se bukero posoda odlikuje po svojem črnem materialu, kot tudi sijaju. Črno površino so dosegli z edinstveno metodo »redukcije« načina, v katerem je bila žgana. Po tem ko so zložili posodo v peč in zakurili, so ventilacijske luknje zamašili in s tem zmanjšali običajen dotok kisika v žgalni peči. V zakajeni atmosferi peči so plameni potegnili molekule kisika iz železovega oksida keramike. Ta proces je povzročil, da glina spremenila barvo iz naravne rdeče v črno. Tako je bila, v nasprotju s črno emajliranimi izdelki   grških kolonistov v južni Italiji, sijoča, svetleča črna površina številnih bukero posod dosežena s skrbnim glajenjem (poliranjem) ali včasih z uporabo tanke glinene emulzije.

## Etimologija
Izraz bucchero izhaja iz portugalske besede bucáro, kar pomeni 'dišeča glina', ker je ta vrsta lončenine oddajala poseben vonj. 
V 18. in 19. stoletju so v Evropi kazali veliko zanimanje za določen tip predkumbovske keramike v črni barvi. Ta keramika je bila zato v velikem obsegu pripeljana iz Južne Amerike v Evropo, kjer so z njo trgovali in jo posnemali.
Hkrati je bilo v Italiji veliko povpraševanje po etruščanskih najdbah, predvsem v Toskani in Umbriji, kjer so bila organizirana velika izkopavanja v prizadevanju za etruščanskimi starinami. Ker je bila presenetljivo podobna priljubljeni južnoameriški keramiki, so najdeno v etruščanskih grobnicah, imenovali bucchero. Ta italijanska oblika je postala uveljavljena v arheološki terminologiji in je še danes uporabljena v znanstveni literaturi.

## Razvoj
Prvi videz keramike, ki se lahko jasno razvrsti kot bukero, je nastal okoli 675 pr. n. št. pri obalni skupnosti Caere (sodobni Cerveteri), z nekoliko kasnejšimi proizvodnimi centri, ki jih najdemo v Veiju in Tarkviniji, obeh mestih, npr. Caere, ki je v južnem delu etruščanskega središča. Zdi se, da je bukero naravno nadaljevanje impasto lončenine, povezane s prejšnjo  Villanovansko kulturo, iz katerega se je razvila etruščanska civilizacija. Etruščanska keramika se razlikuje od villanovanskega impasta z bolj prefinjeno obdelavo uporabljene gline, ki je bila fino zmleta, da bi odstranili sledi peska, ki so bile v zgodnejši posodi, tako da enakomerno tekla na lončarskem vretenu, karbonizirana s črno v nasprotju z rjavo ali svetlo barvo, najdeno v impasto keramiki.
Čeprav so bile oblike villanovanovanskih posod osnova za etruščanske lončarje, so dodali nove vrste in oblike, ki so jih v veliki meri navdihnile intenzivnejša trgovina z bolj naprednimi kulturami na vzhodnem koncu Sredozemlja, zlasti območja Cipra, Sirije in Fenicije, kot tudi Egipta. Veliko novih, eksotičnih oblik je imitiralo kovinske predmete, uvožene iz teh kultur. Etruščanski lončarji so svojim strankam ponudili lokalno proizvedeno in manj drago keramiko, ki je ustrezala zaželenim, a dragim kovinskim izdelkom, ki so prihajali z vzhoda. Nekateri izdelovalci so celo do te mere posnemali kovinske izdelke, da so površine bukerov prekrivali s tankimi listi srebra, da bi se vizualno približali razkošnemu uvozu.

## Slogi
Orientaliziran način je najbolj očiten v najzgodnejši fazi proizvodnje bukero posode, ki ga odlikuje tudi izjemno majhna debelina sten posod. Znan je kot 'bucchero sottile ali delikaten bukero, ki predstavlja tehnični dosežek, ki dviguje lončarje med najboljše keramike. Tako tankoslojne so nekatere bucchero sottile posode (v nekaterih primerih, manj kot 2mm debele) grobnice Cornacchiola iz Caere, da je verjetno, da so bile posebej namenjene za pogrebne namene in ne za splošno gospodinjsko uporabo. Na drugi strani pa široka porazdelitev črepinj v antičnih Caere, Veji in Tarkviniji ter na drugih območjih kaže na manj ekstremne primere bucchero sottile, ki imajo bolj praktično vlogo v vsakdanjem življenju Etruščanov.
V arhaičnem obdobju je učinek grške estetike na etruščansko kulturo vedno večji, opazen je vpliv grških oblik posod na oblikovalske odločitve bukero lončarjev. Etruščanski lončarji pa so prispevali h grškemu keramičnem besedišču, tako da so dodali obliko dvostranske skodelice za pitje kantar in enoročno skodelico kjat. Nikostenova amfora s svojimi širokimi ravnimi ročaji je bil še en primer grških lončarjev, ki so iskali etruščanske prototipe. Etrurija je z bukerom tudi tekmovala z grško keramiko.
Pri proizvodnji bucchero sottile je oblika posode pomembnejša kot površinska dekoracija. Ko je bila uporabljena dekoracija, je bila navadno omejena na poudarjanje profila keliha, kantara ali kjata z vrsto čvrsto definiranih zarez. Posodo oinochoe (vrč) je mogoče poudariti s tesno razmaknjenimi navpičnimi črtami, ki so bile vrezane v mehko glino pred žganjem. Dodatno dekoracijo je mogoče dodati, preden je bila posoda naložena v peč z uporabo zobatega kolesa ali glavniku podobnega pripomočka, da bi ustvarili vrste pik, razporejenih v vzorcih. V kasnejših primerih je bil uporabljen valj z reliefi za prenos slik božanstva ali celo pripovedi na površino posode.
Med obdobjem orientalizma in arhaika se je nadaljevala proizvodnja bucchero sottile, vendar se je postopoma izgubila njegova edinstvena značilnost, saj se je Etrurija vedno bolj širila. Medtem ko je Rim začel zasedati ozemlja južne Etrurije, so se centri za proizvodnjo bukera preusmerili proti severu v mesta Chiusi in Vulci. Tam so lončarji postavili svoj pečat  bukero tradiciji v klasičnem obdobju z uvedbo nove vrste keramike, ki se imenuje bucchero pesante ali težek bukero. V tej zadnji fazi v zgodovini bukero keramike postanejo stene posode debelejše in razmerja širša. Okras sestoji iz kalupa figure, ki se je nanašala na še svežo površino posode. Do začetka 5. stoletja pr. n. št., deloma zaradi naraščajoče razpoložljivosti elegantne grške keramike, se je povpraševanje po domači bukero keramiki močno zmanjšalo. Ta se ni več izvažal in potrošniki doma so raje izbrali barvno keramiko grških obrtnikov s pripovednimi in figurativnimi okrasi. Etruščanski lončarji so posvečali pozornost produkciji imitacij grških rdečefiguralnih posod.
- Oinochoe z bikovo glavo (Chiusi, 6. st. pr. n. št.)
- Pladenj (Metropolitanski muzej umetnosti)
- Čaša s človeškimi in živalskimi figurami
- Kantaros (3. do 4. obdobje Lacijev), pokopališče Osteria dell'Osa)
- Oinochoe iz iste lokacije
- Oinochoe (pozno 4. st. pr. n. št.), Volterra)